# Szwedzcy arcymistrzowie szachowi
Lista szwedzkich szachistów, posiadających tytuły arcymistrzów (GM) i arcymistrzyń (WGM), zarówno w grze klasycznej, korespondencyjnej, kompozycji szachowej, jak i w rozwiązywaniu zadań szachowych oraz tytuły arcymistrzów honorowych (HGM), przyznawanych za osiągnięcia w przeszłości. Obejmuje także zawodników, którzy barwy Szwecji reprezentowali tylko w pewnym okresie swojego życia.

## Szachy klasyczne

### arcymistrzowie
| Zawodnicy             | Rok urodzenia | Rok śmierci | Rok nadania | Uwagi                     |
| --------------------- | ------------- | ----------- | ----------- | ------------------------- |
| Jewgienij Agrest      | 1966          |             | 1997        | pochodzenie białoruskie   |
| Ralf Åkesson          | 1961          |             | 1996        |                           |
| Ulf Andersson         | 1951          |             | 1972        |                           |
| Emanuel Berg          | 1981          |             | 2004        |                           |
| Erik Blomqvist        | 1990          |             | 2013        |                           |
| Stellan Brynell       | 1962          |             | 2001        |                           |
| Pontus Carlsson       | 1982          |             | 2007        | pochodzenie kolumbijskie  |
| Slavko Cicak          | 1969          |             | 2001        | pochodzenie czarnogórskie |
| Pia Cramling          | 1963          |             | 1992        |                           |
| Thomas Ernst          | 1960          |             | 1991        |                           |
| Nils Grandelius       | 1993          |             | 2010        |                           |
| Jonny Hector          | 1964          |             | 1991        |                           |
| Ferdinand Hellers     | 1969          |             | 1988        |                           |
| Johan Hellsten        | 1975          |             | 2004        |                           |
| Tiger Hillarp Persson | 1970          |             | 1999        |                           |
| Lars Karlsson         | 1955          |             | 1982        |                           |
| Erik Lundin           | 1904          | 1988        | 1983        | tytuł honorowy            |
| Harry Schüssler       | 1957          |             | 1988        |                           |
| Daniel Semcesen       | 1986          |             | 2014        |                           |
| Axel Smith            | 1986          |             | 2016        |                           |
| Gideon Ståhlberg      | 1908          | 1967        | 1950        |                           |
| Gösta Stoltz          | 1904          | 1963        | 1954        |                           |
| Hans Tikkanen         | 1985          |             | 2010        |                           |
| Tom Wedberg           | 1953          |             | 1990        |                           |
| Jonathan Westerberg   | 1994          |             | 2021        |                           |

### arcymistrzynie
| Zawodniczki  | Rok urodzenia | Rok śmierci | Rok nadania | Uwagi              |
| ------------ | ------------- | ----------- | ----------- | ------------------ |
| Pia Cramling | 1963          |             | 1982        | +arcymistrz (1992) |

## Szachy korespondencyjne

### arcymistrzowie
| Zawodnicy                 | Rok urodzenia | Rok śmierci | Rok nadania | Uwagi        |
| ------------------------- | ------------- | ----------- | ----------- | ------------ |
| Göran Andersson           | 1956          |             | 1992        |              |
| Ulf Andersson             | 1951          |             | 1996        | +arcymistrz  |
| Eric Arnlind              | 1922          | 1998        | 1968        |              |
| Ingvar Carlsson           | 1948          |             | 1997        |              |
| Jan-Olof Forsberg         | 1955          |             | 2007        |              |
| Jonny Hector              | 1964          |             | 1999        | +arcymistrz  |
| Tony Hedlund              | ?             |             | 2005        |              |
| Rune Holmberg             | ?             |             | 2002        |              |
| Rolf Lekander             | 1947          |             | 1993        |              |
| Franko Lukez              | 1964          |             | 2002        | +mistrz FIDE |
| Åke Lundqvist (szachista) | ?             | ?           | 1962        |              |
| Harald Malmgren           | ?             | ?           | 1953        |              |
| Jan Ohlin                 | ?             |             | 1990        |              |
| Dan Olofson               | 1951          |             | 2000        |              |
| Conny Persson             | ?             |             | 2004        |              |
| Lennart Rydholm           | ?             |             | 2003        |              |

## Kompozycja szachowa

### arcymistrzowie
| Zawodnicy   | Rok urodzenia | Rok śmierci | Rok nadania | Uwagi |
| ----------- | ------------- | ----------- | ----------- | ----- |
| Bo Lindgren | 1927          | 2011        | 1980        |       |